# Jean-Yves Berteloot
Jean-Yves Berteloot (Saint-Omer, 27 agosto 1958) è un attore francese.

## Biografia
Berteloot completò la sua formazione attoriale dal 1979 al 1981 al Conservatoire d’Art Dramatique di Lille. Dopo aver recitato in ruoli secondari in Il sangue degli altri (1984) di Claude Chabrol, Il desiderio e la corruzione (1984) di Philippe Labro, Le Soulier de satin (1985) di Manoel de Oliveira e Lévy et Goliath (1985) di Gérard Oury, divenne noto grazie al lungometraggio Lui portava i tacchi a spillo di Bertrand Blier.

## Filmografia parziale

### Cinema
- Il desiderio e la corruzione (Rive droite, rive gauche), regia di Philippe Labro (1984)
- Le soulier de satin, regia di Manoel de Oliveira (1985)
- Lui portava i tacchi a spillo (Tenue de soirée), regia di Bertrand Blier (1986)
- Una fiamma nel mio cuore (Une flamme dans mon coeur), regia di Alain Tanner (1987)
- Per un mese cambio vita! (Een maand later), regia di Nouchka van Brakel (1987)
- La rivoluzione francese (La révolution française), regia di Robert Enrico e Richard T. Heffron (1989)
- Beginner's Luck, regia di James Callis e Nick Cohen (2001)
- Quicksand - Accusato di omicidio (Quicksand), regia di John Mackenzie (2003)
- Il codice da Vinci (The Da Vinci Code), regia di Ron Howard (2006)
- Mes copines, regia di Sylvie Ayme (2006)
- Hereafter, regia di Clint Eastwood (2010)
- Adieu Paris, regia di Franziska Buch (2013)
- Supercondriaco - Ridere fa bene alla salute (Supercondriaque), regia di Dany Boon (2014)
- Libero e scansafatiche (Libre et assoupi), regia di Benjamin Guedj (2014)
- La prochaine fois je viserai le coeur, regia di Cédric Anger (2014)
- Terre battue, regia di Stéphane Demoustier (2014)
- Wolf Call - Minaccia in alto mare (Le chant du loup), regia di Antonin Baudry (2019)
- BAC Nord, regia di Cédric Jimenez (2020)
- November - I cinque giorni dopo il Bataclan (Novembre), regia di Cédric Jimenez (2022)
- À la belle étoile, regia di Sébastien Tulard (2023)
- 3 jours max, regia di Tarek Boudali (2023)

### Televisione
- Il sangue degli altri (The Blood of Others) - film TV (1984)
- Hemingway - miniserie TV, 4 episodi (1988)
- Hornblower - Il diavolo e la duchessa (Hornblower: The Duchess and the Devil) - film TV (1999)
- Mon voisin du dessus - film TV (2003)
- Luisa Sanfelice - film TV (2004)
- Fuga per la salvezza (Die Flucht) - film TV (2007)
- Vaticangate - Attentato al Papa (Das Papstattentat) - film TV (2008)
- La maison des Rocheville - miniserie TV, 3 episodi (2010)
- Diane, uno sbirro in famiglia (Diane, femme flic) - serie TV, 2 episodi (2010)
- Visus-Expedition Arche Noah - film TV (2011)
- Mary Higgins Clark: Tu che mi hai amato tanto (Toi Que J'Aimais Tant) - film TV (2014)
- Caïn - serie TV, 5 episodi (2015)
- La vie devant elles - serie TV, 6 episodi (2017)
- Unterwerfung - film TV (2011)

## Doppiatori italiani
Nelle versioni in italiano delle opere in cui ha recitato, Jean-Yves Berteloot è stato doppiato da:
- Roberto Pedicini in Luisa Sanfelice
- Andrea Lavagnino in Supercondriaco - Ridere fa bene alla salute
- Saverio Indrio in Wolf Call - Minaccia in alto mare
- Antonio Palumbo in BAC Nord
- Fabrizio Pucci in Ad Vitam